# Писаревка (Северо-Казахстанская область)
Писаревка (каз. Писаревка) — село в районе Магжана Жумабаева Северо-Казахстанской области Казахстана. Административный центр Писаревского сельского округа. Находится примерно в 33 км к юго-юго-востоку (SSE) от города Булаево, административного центра района, на высоте 129 метров над уровнем моря. Код КАТО — 593667100.

## Население
В 1999 году численность населения села составляла 624 человека (308 мужчин и 316 женщин). По данным переписи 2009 года, в селе проживало 525 человек (252 мужчины и 273 женщины).